# آبمار
آبمار (به انگلیسی: Hydrus) یکی از کوچکترین پیکرهای آسمانی است که در نیمکره جنوبی آسمان قرار دارد. ریشه نامش به یکی از افسانه‌های یونانی برمی گردد.

## اجرام عمق آسمان
- IC 1717

## تاریخچه
آبمار در سال ۱۵۹۵ و توسط دو نفر به نام‌های «پیتر درکسزون» و «فردریک  دهاتمن» کشف شد و توسط جاهان بایار و در سال ۱۶۰۳ نقشه کشی شد.
فقط یک ستاره در آبمار به نام گاما آبمار نام دیگری برای چینی‌ها به نام فو پی دارد.